# Рекорд (футбольный клуб)
«Рекорд» — российский футбольный клуб из Александрова. Основан в 1950-е годы под названием «Энергия» как команда Александровского радиозавода.
После победы в 1992 году на чемпионате Владимирской области команда «Рекорд» в течение последующих двух сезонов (1993—1994) выступала в первенстве России — во второй и третьей лигах. В одном из матчей первенства второй лиги 1993 года «Рекорд» проиграл дублёрам столичного «Спартака» со счётом 0:8. Все 8 мячей в игре и нереализованный пенальти на счету Андрея Тихонова.
В середине 1990-х годов команда была расформирована, а в середине 2000-х — воссоздана на любительском уровне.
В сезоне 2018 команда «Рекорд-Фаэтон» принимала участие в первенстве Владимирской области во 2-й группе, заняла 6-е место из 12 команд-участниц. В сезонах 2017 и 2016 годов становилась серебряным призёром во 2-й группе первенства.
В городе имеется спортивная школа «Рекорд».

## Достижения
- Лучший результат в первенствах России: 20-е место в 4-й зоне второй лиги — 1993.
- Чемпион Владимирской области — 1959, 1992.
- Обладатель Кубка Владимирской области — 1988, 1990, 1991, 1992.